# Ullsfjord

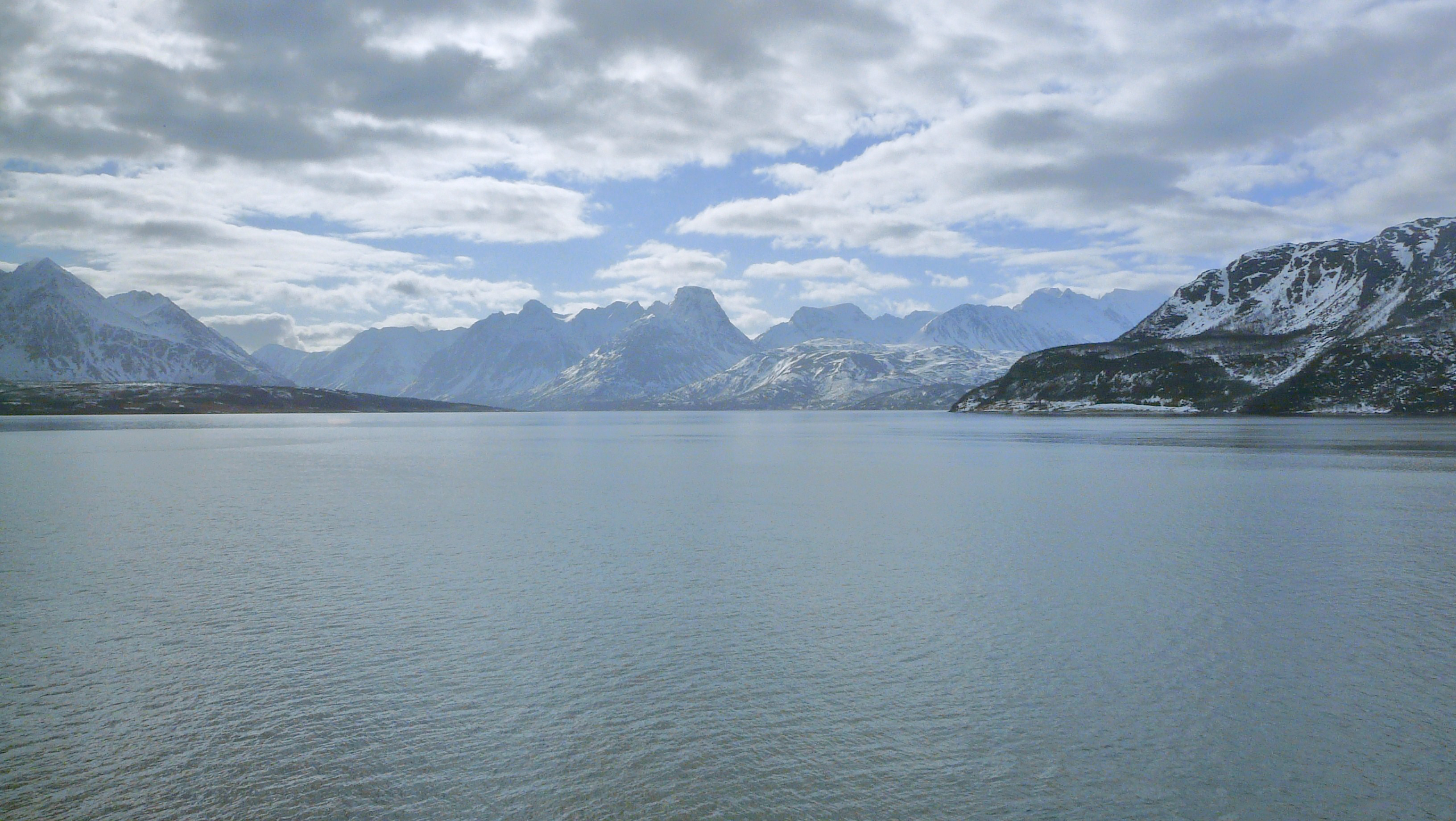
Ullsfjorden sett fra Ullsfjordferga mot sørøst

Ullsfjorden (Nordsamisch Moskavuotna, finnisch Moskivuono) ist ein etwa 110 km langer Fjord in den Gemeinden Tromsø, Lyngen und Karlsøy in Troms in Norwegen. Er erstreckt sich von Lyngstuva im Norden bis Sjøvassbotn im Süden.
Etwa 15 km südlich seines Nordendes zweigt beim Leuchtfeuer Grøtnes an der Südostspitze der Insel Reinøy der Grøtsund nach Südwesten ab, durch den die nördliche Schiffszufahrt nach Tromsø verläuft.
Der südliche Teil des Fjords, von Storstraumen bis Sjøvassbotn, wird oft Sørfjord genannt. Von Sjøvassbotn sind es nur 2,5 km bis zum Balsfjord. Direkt nördlich des Storstraumen zweigt der Fjordarm Kjosen ab und führt ungefähr zwölf Kilometer nach Osten, wo er auf die nur drei Kilometer breite Landenge Lyngseidet trifft.
Westlich des Fjords liegt die Halbinsel Stuoranjarga, im Osten liegt die Lyngenhalvøya (deutsch Lyngenhalbinsel).